# Primaire présidentielle socialiste française de 2021
La primaire présidentielle socialiste française de 2021 se déroule le 14 octobre 2021 pour élire le candidat du Parti socialiste à l'élection présidentielle française de 2022. Le scrutin voit la victoire de la maire de Paris, Anne Hidalgo, au premier tour avec plus de 70 % des voix. Contrairement à celles de 2011 et de 2017, il s'agit d'une consultation interne du parti.

## Contexte
Depuis la défaite de Benoît Hamon à l'élection présidentielle de 2017, le Parti socialiste enchaine les revers et les scissions. À l'issue des élections législatives de 2017, le PS ne dispose plus que de 31 députés, contre environ dix fois plus sous la précédente mandature. Ceux-ci siégeant au sein d'un groupe parlementaire de l'Assemblée nationale rebaptisé Nouvelle Gauche. Manuel Valls quitte lui-même le PS et siège dans le groupe LREM comme apparenté. Le 1er juillet 2017, Benoît Hamon quitte à son tour le PS pour fonder le mouvement du 1er juillet, qui devient « Génération.s » quelques mois plus tard. Pour sa part, Élisabeth Guigou, ancienne députée tout juste retirée de la vie politique, critique cette décision et propose à Bernard Cazeneuve de diriger le parti refondé et renommé mais qui conserverait l'appellation socialiste. En janvier 2018, Stéphane Le Foll, Luc Carvounas, Olivier Faure et Emmanuel Maurel sont candidats à la direction du Parti socialiste. Le premier tour de cette élection interne se déroule le jeudi 15 mars 2018. Cette élection voit la victoire d'Olivier Faure, chef du groupe socialiste à l'Assemblée nationale.
En vue des élections européennes de 2019, le conseil national du parti désigne l'essayiste et cofondateur de Place publique (PP), Raphaël Glucksmann, comme tête de liste. C'est la première fois que des élections européennes voient le PS ne pas mener une liste autonome et la première fois depuis 1971 que le parti laisse à l'un de ses partenaires la tête de la liste à laquelle il participe. Pour protester contre cette liste, plusieurs personnalités, dont Stéphane Le Foll et Ségolène Neuville, quittent le bureau national du PS. Avec 6,19 % des suffrages exprimés, le PS enregistre le score le plus bas de son histoire. Si les élections européennes de 2019 sont un échec, les élections municipales de 2020 voient le parti se maintenir localement, notamment grâce à ses alliances avec EÉLV et le Parti communiste.
Le 27 août, Olivier Faure, annonce l'organisation d'une primaire interne pour désigner le candidat du parti à l'élection présidentielle française de 2022. Après l'annonce de la candidature d'Anne Hidalgo le 12 septembre, Le Monde note que ce vote « devrait être une formalité », la maire de Paris étant soutenue par Olivier Faure, premier secrétaire du PS, dont le texte d’orientation pour être réélu à la tête du PS la soutenant est arrivé en tête quelques jours plus tôt. Alors qu'elle confirmait ne pas être favorable à une union de la gauche jusqu'au matin du 8 décembre 2021 ("une union de la gauche ne fonctionnerait pas car elle serait "perçue comme artificielle""), Anne Hidalgo proposait l'organisation d'une primaire de gauche au 20h de TF1 ce même jour.

## Candidats à l’investiture
| Candidat (nom et âge)     | Candidat (nom et âge) | Candidat (nom et âge) | Principale(s) fonction(s) politique(s) lors de la campagne                                | Commentaires | Issue       |
| ------------------------- | --------------------- | --------------------- | ----------------------------------------------------------------------------------------- | --- | ----------- |
| Anne Hidalgo (62 ans)     | Anne Hidalgo          |                       | Maire de Paris (depuis 2014) Vice-présidente de la métropole du Grand Paris (depuis 2016) | Elle déclare sa candidature le 12 septembre 2021. | Vainqueure  |
| Stéphane Le Foll (61 ans) | Stéphane Le Foll      |                       | Maire du Mans (depuis 2018) Président du Mans Métropole (depuis 2018)                     | Ancien ministre de l'Agriculture, ancien porte-parole du gouvernement et proche de François Hollande, il annonce sa candidature à la primaire en juillet 2021. | Élimination |

## Candidats pressentis ayant renoncé
- Ségolène Royal, ancienne ministre et députée, candidate du PS à l’élection présidentielle de 2007[19].
- Bernard Cazeneuve, Premier ministre de 2016 à 2017[20].
- Jean-Christophe Cambadélis, ancien premier secrétaire du PS[21].

## Résultats
|               | Anne Hidalgo     | PS            | 15 208 | 72,60 |
|               | Stéphane Le Foll | PS            | 5 741  | 27,40 |
|               |                  |               |        |       |
| Votes valides | Votes valides    | Votes valides | 20 949 | 94,58 |
| Votes blancs  | Votes blancs     | Votes blancs  | 1 045  | 4,72  |
| Votes nuls    | Votes nuls       | Votes nuls    | 156    | 0,70  |
| Total         | Total            | Total         | 22 150 | 100   |